# Azamat Shogenov
Bản mẫu:Eastern Slavic name
Azamat Amirovich Shogenov (tiếng Nga: Азамат Амирович Шогенов; sinh ngày 22 tháng 2 năm 1989) là một thủ môn bóng đá người Nga thi đấu cho F.K. Spartak Kostroma.

## Sự nghiệp câu lạc bộ
Anh có màn ra mắt tại Russian Second Division cho F.K. Spartak Kostroma vào ngày 21 tháng 9 năm 2012 trong trận đấu với FC Znamya Truda Orekhovo-Zuyevo.